# NGC 5197
NGC 5197 est une galaxie lenticulaire située dans la constellation de la Vierge. Sa vitesse par rapport au fond diffus cosmologique est de 6 715 ± 37 km/s, ce qui correspond à une distance de Hubble de 99,1 ± 7,0 Mpc (∼323 millions d'al). NGC 5197 a été découverte par l'astronome allemand Albert Marth  en 1864.